# 维旺
维旺（法語：Vivans）是法国卢瓦尔省的一个市镇，位于该省北部，和索恩-卢瓦尔省接壤，属于罗阿讷区。该市镇总面积25.16平方公里，2009年时的人口为249人。

## 交通
卢瓦尔省省道D18线、D35线和D41线经过境内。

## 人口
维旺人口变化图示